# Vagabond (gruppe)
 For alternative betydninger, se Vagabond (flertydig). (Se også artikler, som begynder med Vagabond)
Vagabond er en internationalt sammensat poprock-gruppe med fem medlemmer, der kommer fra bl.a. Uruguay, England og Danmark.
Bandets debutalbum You Don't Know The Half Of It, der udkom i England d. 17. august 2009, er indspillet i tæt samarbejde med produktionsteamet Xenomania (Girls Aloud, Sugababes, Cher, Kylie Minogue). Albummet debuterede som nr. 27 på den engelske album hitliste
Vagabonds danske islæt udgøres af sangeren Alex Vargas, der opvoksede i Danmark men flyttede til London som 17 årig for at skabe sig en international karriere som musiker og sangskriver. Vargas var i gang med nogle indspilninger hos Xenomania-produceren Brian Higgins i et studie i Kent, da de sammen fik idéen til pop-projektet Vagabond.
Udover Alex Vargas består Vagabond af guitaristerne Luke Fitton og Stephen Carter, bassisten Sam Odiwe og trommeslageren Karl Penney.

## Diskografi

### Albummer
- 2009 – You Don't Know The Half Of It

### Singler
| År   | Titel                       | Topposition    | Topposition | Topposition | Topposition | Topposition | Topposition | Topposition | Topposition | Album                         |
| År   | Titel                       | Storbritannien | Australien  | New Zealand | Irland      | Sverige     | Holland     | Finland     | Schweiz     | Album                         |
| ---- | --------------------------- | -------------- | ----------- | ----------- | ----------- | ----------- | ----------- | ----------- | ----------- | ----------------------------- |
| 2009 | "Sweat (Until The Morning)" | -              | -           | -           | -           | -           | -           | -           | -           | You Don't Know The Half Of It |
| 2009 | "Don't Wanna Run No More"   | 41             | -           | -           | -           | -           | -           | -           | -           | You Don't Know The Half Of It |